# Divine Madness
Divine Madness is een greatest hitsalbum van de Britse ska/popband Madness; het werd uitgebracht in 1992. 
Het album bereikte de eerste plaats in de UK Albums Chart en leidde uiteindelijk tot een reünie van Madness en hun eerste concert in zes jaar, opgenomen voor het livealbum Madstock!.
Net als de vorige hitverzamelaars Complete (1982) en Utter Madness (1996) werd ook dit album uitgegeven als video en dvd met alle muziekvideo's van Madness, inclusief Bed & Breakfast Man, Sweetest Girl en I Pronounce You.

## Nummers
| Nr. | Titel                          | Duur |
| --- | ------------------------------ | ---- |
| 1.  | The Prince                     | 2:29 |
| 2.  | One Step Beyond                | 2:20 |
| 3.  | My Girl                        | 2:44 |
| 4.  | Night Boat to Cairo            | 3:30 |
| 5.  | Baggy Trousers                 | 2:46 |
| 6.  | Embarrassment                  | 3:10 |
| 7.  | The Return of the Los Palmas 7 | 2:33 |
| 8.  | Grey Day                       | 3:39 |
| 9.  | Shut Up                        | 2:51 |
| 10. | It Must Be Love                | 3:17 |
| 11. | Cardiac Arrest                 | 2:56 |
| 12. | House Of Fun                   | 2:48 |
| 13. | Driving In My Car              | 3:17 |
| 14. | Our House                      | 3:22 |
| 15. | Tomorrow's Just Another Day    | 3:10 |
| 16. | Wings of a Dove                | 3:01 |
| 17. | The Sun and the Rain           | 3:30 |
| 18. | Michael Caine                  | 3:38 |
| 19. | One Better Day                 | 4:05 |
| 20. | Yesterday's Men                | 4:10 |
| 21. | Uncle Sam                      | 3:06 |
| 22. | (Waiting for) the Ghost-Train  | 3:44 |

## Hitnotering
| Divine Madness in de Nederlandse Album Top 100 - binnen: 28-03-1992 | Divine Madness in de Nederlandse Album Top 100 - binnen: 28-03-1992 | Divine Madness in de Nederlandse Album Top 100 - binnen: 28-03-1992 | Divine Madness in de Nederlandse Album Top 100 - binnen: 28-03-1992 | Divine Madness in de Nederlandse Album Top 100 - binnen: 28-03-1992 | Divine Madness in de Nederlandse Album Top 100 - binnen: 28-03-1992 | Divine Madness in de Nederlandse Album Top 100 - binnen: 28-03-1992 | Divine Madness in de Nederlandse Album Top 100 - binnen: 28-03-1992 | Divine Madness in de Nederlandse Album Top 100 - binnen: 28-03-1992 | Divine Madness in de Nederlandse Album Top 100 - binnen: 28-03-1992 | Divine Madness in de Nederlandse Album Top 100 - binnen: 28-03-1992 |
| Week                                                                | 1                                                                   | 2                                                                   | 3                                                                   | 4                                                                   | 5                                                                   | 6                                                                   | 7                                                                   | 8                                                                   | 9                                                                   |                                                                     |
| ------------------------------------------------------------------- | ------------------------------------------------------------------- | ------------------------------------------------------------------- | ------------------------------------------------------------------- | ------------------------------------------------------------------- | ------------------------------------------------------------------- | ------------------------------------------------------------------- | ------------------------------------------------------------------- | ------------------------------------------------------------------- | ------------------------------------------------------------------- | ------------------------------------------------------------------- |
| Nummer                                                              | 97                                                                  | 93                                                                  | 87                                                                  | 75                                                                  | 61                                                                  | 56                                                                  | 65                                                                  | 79                                                                  | 99                                                                  | uit                                                                 |

Suggs · Mike Barson · Lee Thompson · Chris Foreman · Mark Bedford · Daniel Woodgate · Chas Smash